# Washington Parish
Das Washington Parish (französisch Paroisse de Washington) ist ein Parish im Bundesstaat Louisiana der Vereinigten Staaten. Im Jahr 2020 hatte das Parish 45.463 Einwohner und eine Bevölkerungsdichte von 26,2 Einwohner pro Quadratkilometer. Der Verwaltungssitz (Parish Seat) ist Franklinton.

## Geographie
Das Parish liegt im Osten von Louisiana, grenzt sowohl im Norden als auch im Osten an Mississippi und hat eine Fläche von 1751 Quadratkilometern, wovon 17 Quadratkilometer Wasserfläche sind. Es grenzt an folgende Parishes und Countys:
| Pike County (Mississippi) | Walthall County (Mississippi) | Marion County (Mississippi)      |
| Tangipahoa Parish         |                               | Pearl River County (Mississippi) |
|                           | St. Tammany Parish            |                                  |

## Geschichte

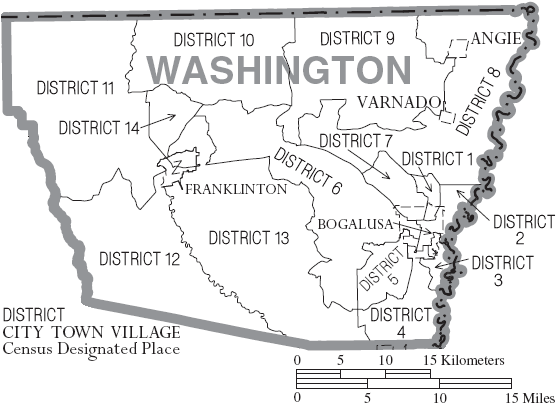
Karte des Washington Parishes

Das Washington Parish wurde 1819 aus Teilen des St. Tammany Parish gebildet. Benannt wurde es nach George Washington (1732–1799), dem ersten Präsidenten der USA.
16 Bauwerke und Stätten des Parish sind im National Register of Historic Places eingetragen (Stand 10. November 2017).

## Demografische Daten
Nach der Volkszählung im Jahr 2000 lebten im Washington Parish 43.926 Menschen in 16.467 Haushalten und 11.642 Familien. Die Bevölkerungsdichte betrug 25 Einwohner pro Quadratkilometer. Ethnisch betrachtet setzte sich die Bevölkerung zusammen aus 67,42 Prozent Weißen, 31,53 Prozent Afroamerikanern, 0,23 Prozent amerikanischen Ureinwohnern, 0,17 Prozent Asiaten und 0,11 Prozent aus anderen ethnischen Gruppen; 0,54 Prozent stammten von zwei oder mehr Ethnien ab. 0,76 Prozent der Bevölkerung waren spanischer oder lateinamerikanischer Abstammung, die verschiedenen der genannten Gruppen angehörten.
Von den 16.467 Haushalten hatten 32,7 Prozent Kinder und Jugendliche unter 18 Jahre, die bei ihnen lebten. 49,3 Prozent waren verheiratete, zusammenlebende Paare, 17,1 Prozent waren allein erziehende Mütter, 29,3 Prozent waren keine Familien, 26,6 Prozent waren Singlehaushalte und in 12,5 Prozent lebten Menschen im Alter von 65 Jahren oder darüber. Die Durchschnittshaushaltsgröße betrug 2,56 und die durchschnittliche Familiengröße lag bei 3,09 Personen.
Auf das gesamte Parish bezogen setzte sich die Bevölkerung zusammen aus 26,8 Prozent Einwohnern unter 18 Jahren, 9,5 Prozent zwischen 18 und 24 Jahren, 26,7 Prozent zwischen 25 und 44 Jahren, 22,6 Prozent zwischen 45 und 64 Jahren und 14,3 Prozent waren 65 Jahre alt oder darüber. Das Durchschnittsalter betrug 36 Jahre. Auf 100 weibliche kamen statistisch 95,4 männliche Personen. Auf 100 Frauen im Alter von 18 Jahren oder darüber kamen 92,8 Männer.
Das jährliche Durchschnittseinkommen eines Haushalts betrug 24.264 USD, das Durchschnittseinkommen der Familien betrug 29.480 USD. Männer hatten ein Durchschnittseinkommen von 27.964 USD, Frauen 17.709 USD. Das Prokopfeinkommen betrug 12.915 USD. 19,4 Prozent der Familien 24,7 Prozent der Bevölkerung lebten unterhalb der Armutsgrenze. Davon waren 32,2 Prozent Kinder oder Jugendliche unter 18 Jahre und 20,4 Prozent waren Menschen über 65 Jahre.

## Orte im Parish
- Angie
- Bickham
- Bogalusa
- Clifton
- Enon
- Franklinton
- Hackley
- Isabel
- Jenkins
- Lees Creek
- Mount Hermon
- Pine
- Pine Cliff
- Plainview
- Porters Curve
- Richardson
- Rio
- Sheridan
- Springhill
- State Line
- Stein
- Stoney Point
- Sunny Hill
- Thomas
- Varnado
- Warnerton
- Willis
- Zona